# We Are the Champions: Final Live in Japan
We Are the Champions: Final Live in Japan – wydany na DVD koncert brytyjskiej grupy rockowej Queen. Zarejestrowany występ odbył się na Yoyogi National Stadium w Tokio 11 marca 1985 i był częścią trasy promującej album The Works.
Wbrew temu, co może sugerować tytuł, po tym występie zespół zagrał jeszcze 2 koncerty w Japonii (Nagoja 13 marca i Osaka 15 marca). W wydaniu nie umieszczono solo gitarowego Briana Maya i przerw między utworami.
Koncert wydano oficjalnie tylko w Japonii, w 1992 na CD, a w 2004 roku na DVD. W odróżnieniu od innych wydań koncertów grupy, dźwięk nie był potem poprawiany w studiu.

## Lista utworów
1. „Tear It Up”
2. „Tie Your Mother Down”
3. „Under Pressure”
4. „Somebody to Love”
5. „Killer Queen”
6. „Seven Seas of Rhye”
7. „Keep Yourself Alive”
8. „Liar”
9. „It’s a Hard Life”
10. „Now I’m Here”
11. „Is This the World We Created...?”
12. „Love of My Life”
13. „Another One Bites the Dust”
14. „Hammer to Fall”
15. „Crazy Little Thing Called Love”
16. „Bohemian Rhapsody”
17. „Radio Ga Ga”
18. „I Want to Break Free”
19. „Jailhouse Rock”
20. „We Will Rock You”
21. „We Are the Champions”
22. „God Save the Queen”

Koncert rozpoczął się utworem „Machines” (Intro), którego nie zamieszczono na płycie.